# Banku

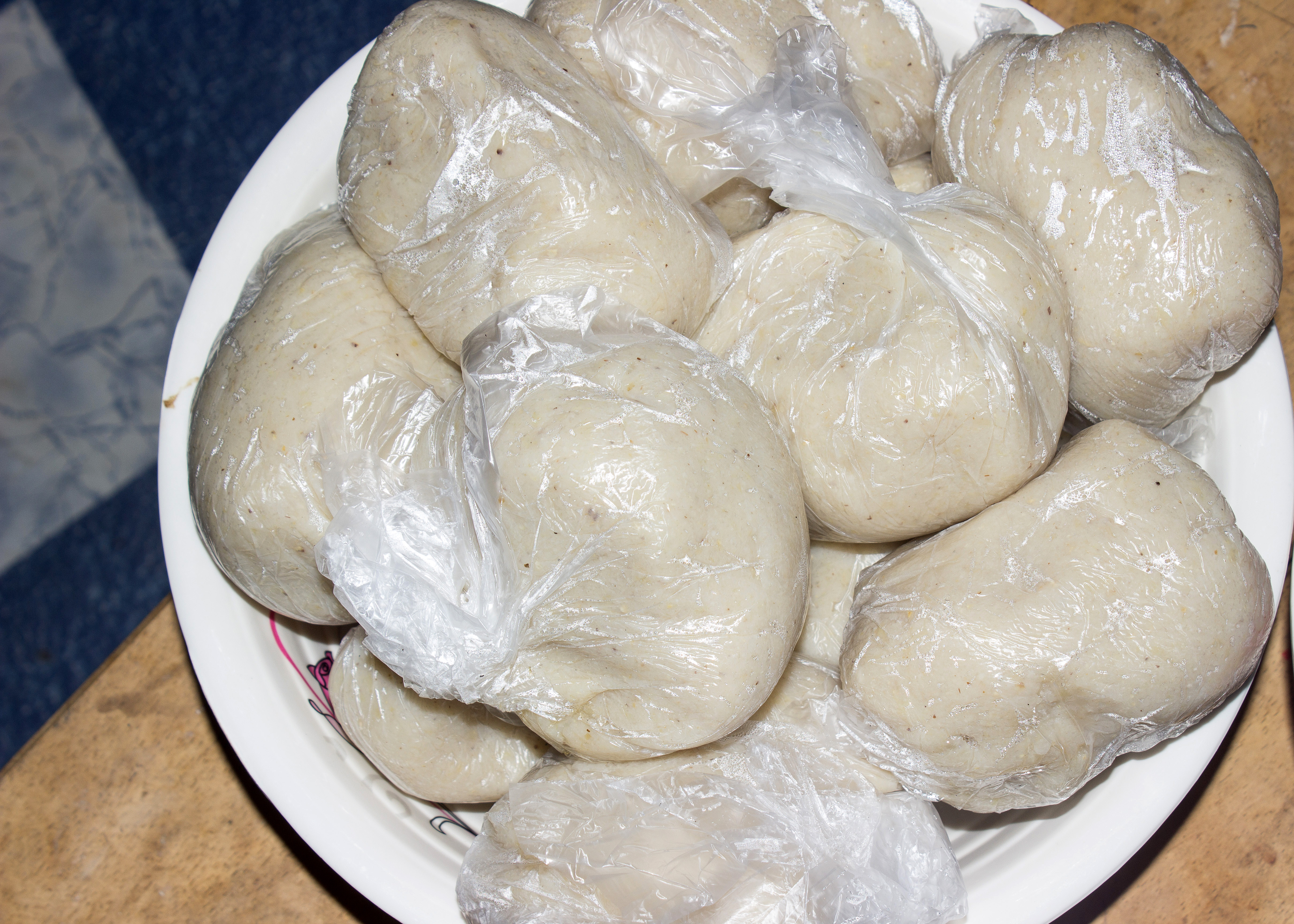
Verpakte banku op een bord

Banku is een Ghanees gerecht, dat bereid is van een evenredig gekneed mengsel van gefermenteerde mais en maniokdeeg. Dit wordt gekookt in water tot een gladde witachtige consistente pasta. Het wordt geserveerd bij soep, stoofpotten of vis met pepersaus. Het gerecht vindt zijn oorsprong bij de stammen in het zuidelijke gedeelte van Ghana, in de omgeving van de Voltarivier, maar is ook populair bij de overige bevolking van Ghana.

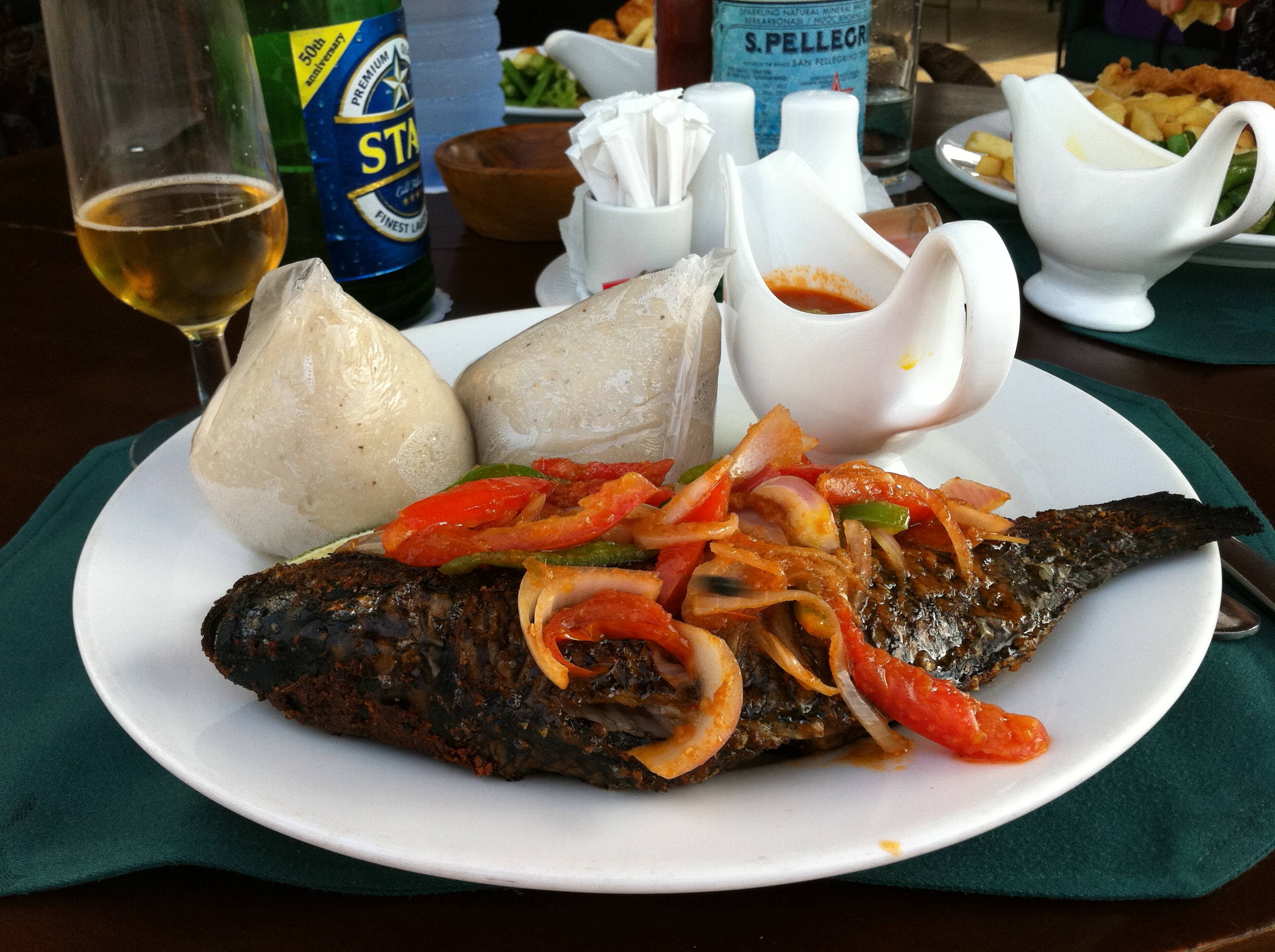
Banku met gegrilde Tilapia.
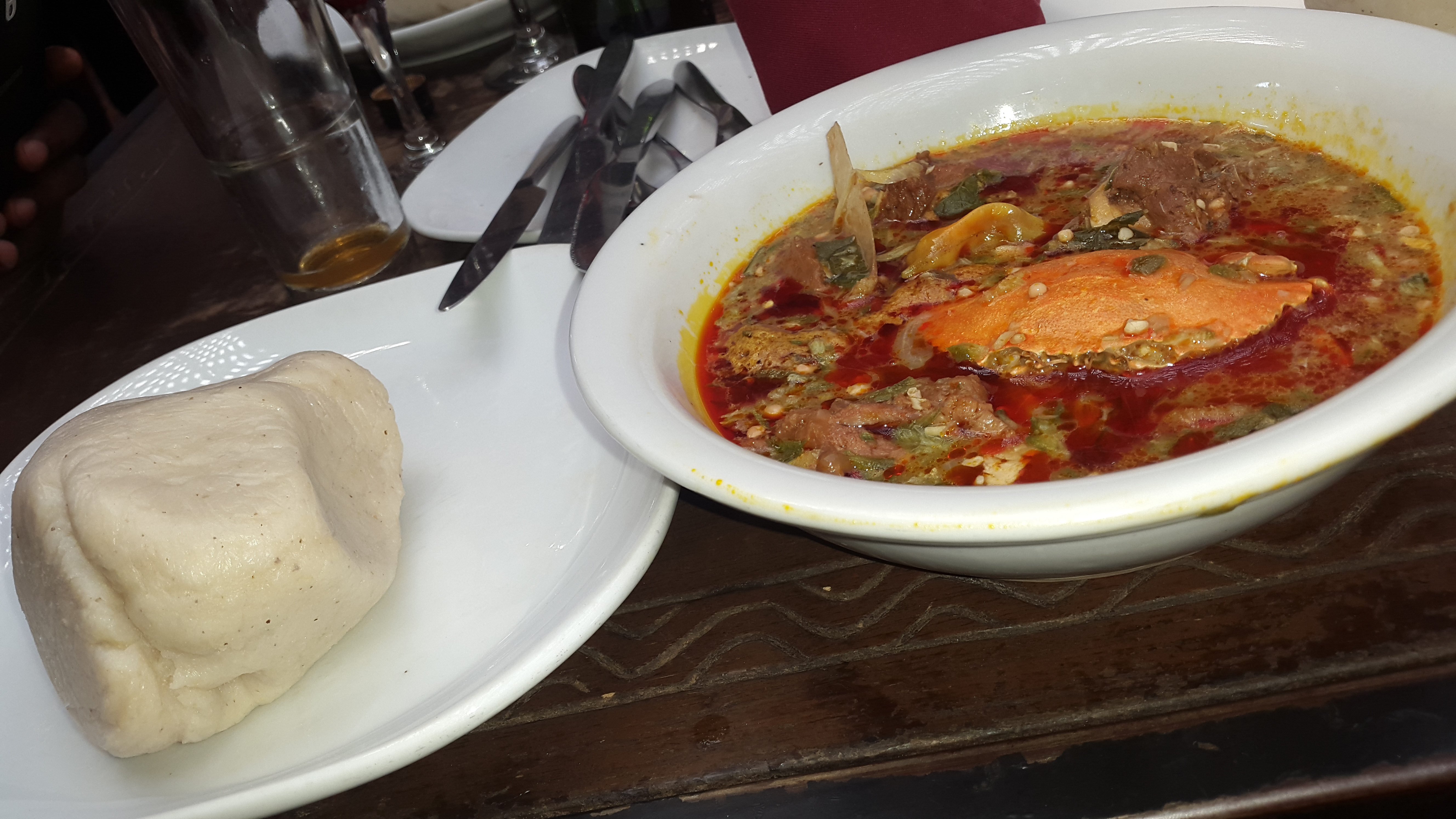
Banku bij een stoofpot met okra en krab.
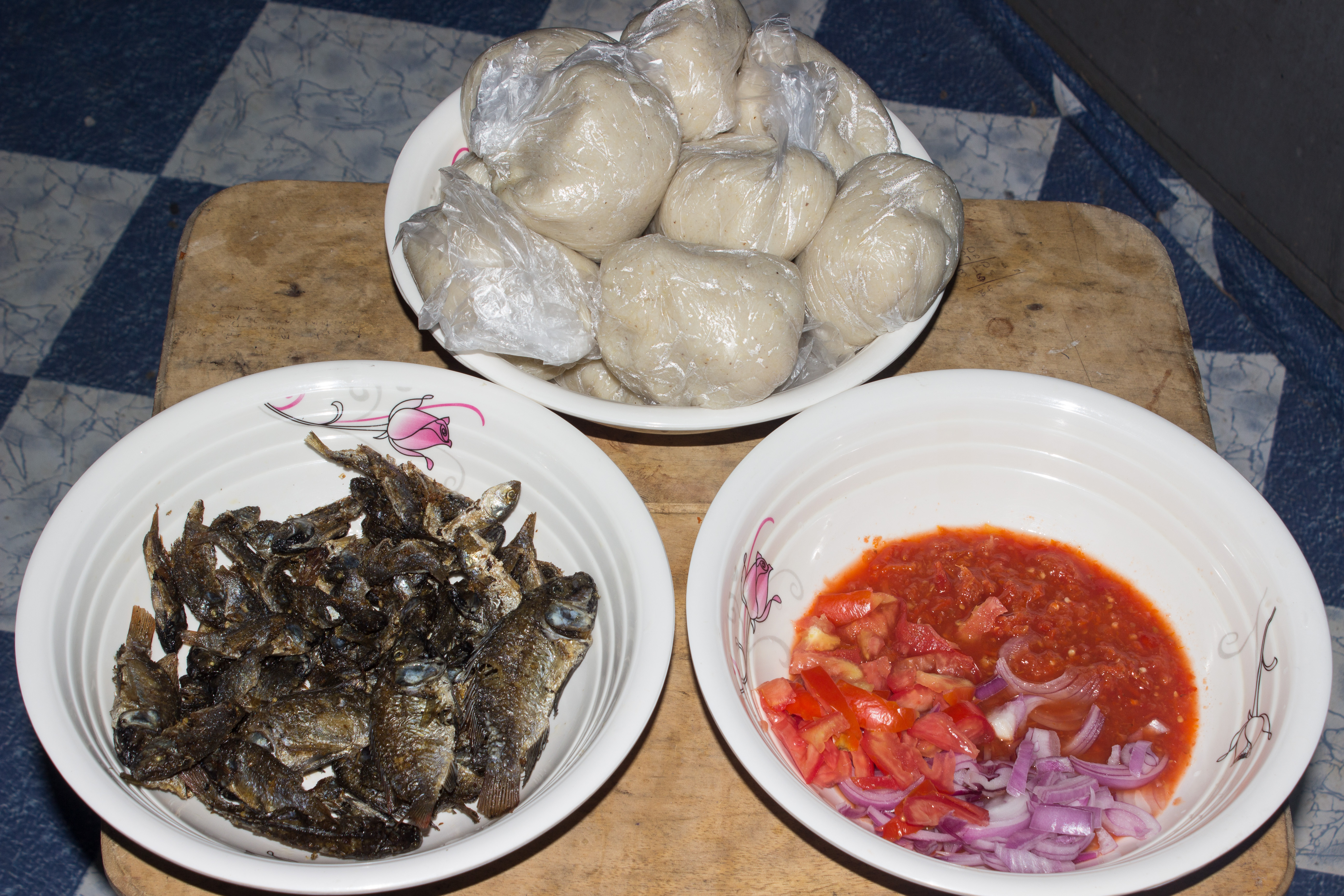
Banku met gebakken vis en een hete pepersaus